# قره کلیسا (روستا)
قره کلیسا یک روستا در ایران است که در دهستان ببه‌جیک واقع شده‌است. قره کلیسا ۱۷۴ نفر جمعیت دارد.